# 巴爾庫郡政府
巴爾庫郡（英語：Shire of Barcoo）是澳大利亞昆士蘭州西南部的地方政府，轄境有62000.7平方公里；主要產業與產品為牛肉、蛋白石和少數開發中的石油和天然氣。